# Alan Halsall
Alan David Halsall es un actor inglés, más conocido por interpretar a Tyrone Dobbs en la serie Coronation Street.

## Biografía
Tiene un hermano llamado Stephen Halsall.
En 2005 comenzó a salir con la actriz Lucy-Jo Hudson, la pareja se casó en Cheshire el 13 de junio de 2009. En febrero de 2013 la pareja anunció que estaban esperando a su primer bebé. En abril del mismo año, anunciaron que estaban esperando una niña, Sienna-Rae Halsall, el 8 de septiembre de 2013. En marzo de 2016 anunciaron que se habían separado, pero en mayo del mismo año anunciaron que habían regresado. Finalmente en mayo de 2018 anunciaron que se habían separado nuevamente y estaban en trámites de divorcio.
Desde 2019 sale con la actriz Tisha Merry.

## Carrera
Ha aparecido en series como Heartbeat, Hetty Wainthropp Investigates y en Queer As Folk.
El 30 de noviembre de 1998, se unió al elenco de la exitosa serie británica Coronation Street, donde ha interpretado a Tyrone Dobbs hasta ahora.

## Filmografía

### Series de televisión
| Año             | Título                        | Personaje        | Notas                           |
| --------------- | ----------------------------- | ---------------- | ------------------------------- |
| 1998 - presente | Coronation Street             | Tyrone Dobbs     | 1,708 episodios                 |
| 1999            | Queer as Folk                 | Midge            | 2 episodios                     |
| 1998 - 1999     | Heartbeat                     | Trevor Chivers   | 4 episodios                     |
| 1998            | The Cops                      | Ryan Tunce       | 5 episodios                     |
| 1998            | Verdict                       | Joseph Backhouse | episodio "Neighbours from Hell" |
| 1997            | Hetty Wainthropp Investigates | David Hartley    | episodio "All Stiched Up"       |
| 1989            | Children's Ward               | -                | tv serie                        |

### Películas
| Año  | Título                 | Papel   | Notas                |
| ---- | ---------------------- | ------- | -------------------- |
| 1997 | Me Dad's a Boring Nerd | Brian   | junto a David Bamber |
| 1996 | Matt's Millon          | Maurice | -                    |

## Premios y nominaciones
| Año  | Categoría                                            | Premio                    | Serie             | Resultado |
| ---- | ---------------------------------------------------- | ------------------------- | ----------------- | --------- |
| 2013 | Best Soap Actor                                      | TV Choice Award           | Coronation Street | Nominado  |
| 2013 | Best Actor                                           | British Soap Award        | Coronation Street | Ganador   |
| 2013 | Best On-Screen Partnership (junto a Jennie McAlpine) | British Soap Award        | Coronation Street | Nominados |
| 2013 | Best Serial Drama Performance                        | National Television Award | Coronation Street | Ganador   |